# Exame psicotécnico
No Brasil, o exame ou teste psicotécnico é uma avaliação realizada por um psicólogo a fim de aprovar ou não um candidato a concurso ou à obtenção de determinada autorização, tal como a obtenção ou renovação da carteira de habilitação ou de porte de arma de fogo. Tradicionalmente, o teste aplicado no país é o "psicodiagnóstico miocinético" (PMK), uma variedade de teste psicológico criado pelo médico e psicólogo Emilio Mira y López. O teste consiste na avaliação de traços e desenhos feitos com lápis para a avaliação da personalidade, tratando-se portando de um teste projetivo.

## Criador do teste
Emilio Mira y López (1896—|1964) foi um sociólogo, médico psiquiatra e médico psicólogo, professor de Psicologia e de Psiquiatria na Faculdade de Medicina da Universidade Complutense de Madrid. A sua visão da psicologia está intimamente ligada à fisiologia, já que entendia que os estados mentais e estavam relacionados com mudanças musculares com origem nos órgãos sensoriais resultantes da interacção com mundo externo e interno ao indivíduo.

## Críticas
Esse teste psicológico esteve com parecer desfavorável pelo CFP, contudo com a nova edição de 2014 por Alice Madeline Galland de Mira, Luiz Pasquali; Bartholomeu Tôrres Tróccoli, Roberto Moraes Cruz, Jamir João Sardá Junior, Eduardo José Legal, recebeu paracer favorável, tendo seu uso permitido, e restrito, a psicólogos.